# Maxime Bôcher
Maxime Bôcher (Boston, 28 de agosto de 1867 — Cambridge, 12 de setembro de 1918) foi um matemático estadunidense.
Publicou aproximadamente 100 artigos sobre equações diferenciais, séries e álgebra.
Apresentou uma Colloquium Lecture em 1896.

## Prêmio Bôcher
O Prêmio Memorial Bôcher é concedido pela American Mathematical Society a cada três anos, por pesquisa notável em análise publicada em uma revista estadunidense de destaque.
Dentre os laureados estão: James Waddell Alexander (1928), Eric Temple Bell (1924), George David Birkhoff (1923), Paul Cohen (matemático) (1964), Solomon Lefschetz (1924), Marston Morse e Norbert Wiener (1933), e John von Neumann (1938).